# BenRiach
 (août 2015).
Si vous disposez d'ouvrages ou d'articles de référence ou si vous connaissez des sites web de qualité traitant du thème abordé ici, merci de compléter l'article en donnant les références utiles à sa vérifiabilité et en les liant à la section « Notes et références ».
BenRiach est une distillerie de whisky écossaise localisée dans le Speyside à Elgin, Moray.

## Histoire
La distillerie BenRiach a été fondée en 1897 par la famille Grant juste à côté de la distillerie Longmorn. Pour cette raison elle a longtemps été appelée Longmorn 2.
En  1900, à la suite de la crise du whisky due à la chute de l’entreprise Pattison, BenRiach est mise en sommeil. Elle connaît alors une très longue éclipse et ne reprend son activité qu’en 1965. Pendant toutes ses années, le site industriel ne resta pas inactif. La malterie continua à être utilisée pour l’approvisionnement des distilleries environnantes.
En 1965, la distillerie est reprise en main par Glenlivet Distillers Ltd. Elle est totalement réhabilitée et réorganisée.
En 1983, en plus de la distillation traditionnelle, BenRiach commence la distillation d’un whisky tourbé. Cette décision découle des difficultés de stockage des distilleries d’Islay. Seagram alors propriétaire des lieux, n’ayant pas de distillerie sur l’île d’Islay,se trouve en état de pénurie de whiskies tourbés pour la fabrication de ses blends. Le lancement d’un whisky tourbé dans le Speyside est alors une petite révolution.  Ce nouveau whisky est fabriqué à partir d’une orge maltée et séchée avec de la tourbe.
En 1984, la distillerie augmente sa capacité de production, passant de 2 à 4 alambics.
En 1985, les aires de maltages sont fermées après plus de cent ans de fonctionnement ininterrompu.
En 2001, Pernod Ricard rachète la société à Seagram.
En 2004, la distillerie est achetée par un consortium de trois partenaires emmenés par un vétéran des distilleries écossaises, Billy Walker, associés à deux investisseurs sud-africains Geoff Bell et Wayne Keiswetter.
La production qui avait été interrompue par le propriétaire précédent est immédiatement reprise. Le 20 septembre a lieu la première distillation des nouveaux propriétaires des lieux.
Le 1er septembre 2008, BenRiach rachète la distillerie de Glendronach qui appartenait à Pernod Ricard.

## Embouteillages

### Versions non tourbées
- BenRiach Heart of Speyside 40°
- BenRiach 12ans 43°
- BenRiach 15 ans Aged Tawny Port finish 46°
- BenRiach 15 ans Jamaican Dark rum Finish 46°
- BenRiach 15 ans Pedro Ximenez Finish 46°
- BenRiach 15 ans Madeira Finish 46°
- BenRiach 16 ans 43°
- BenRiach 20ans 43°
- BenRiach 21 ans 46°
- BenRiach Virgin Oak 1980 46°
- BenRiach 22 ans 1984 port finish 54.2°
- BenRiach 25 ans 50°
- BenRiach 29 ans 1978 Moscatel finish 52.2°
- BenRiach 29 ans 1978 Tokaji wood finish 52.5°

### Versions tourbées
- BenRiach 10 ans Curiositas 46°
- BenRiach 12ans Jamaican Dark rum Finish 46°
- BenRiach 12ans Churchill Tawny port Finish 46°
- BenRiach 13ans Maderensis fumosus Madeira finish Finish 46°
- Bernie Moss 48°